# Diocèse de Barbastro-Monzón
Le diocèse de Barbastro-Monzón (en latin : Barbastrensis-Montisonensis ; en espagnol : Diócesis de Barbastro-Monzón) est un diocèse de l'Église catholique en Espagne, suffragant de l'archidiocèse de Saragosse.
L'évêché est à Barbastro où se trouve la cathédrale de Santa María de la Asunción. L'évêque depuis 2014 est Ángel Javier Pérez Pueyo (es).

## Histoire

Carte des diocèses d'Espagne avec le diocèse de Barbastro-Monzón en rouge.

Après la conquête de la ville en 1100 par le roi Pierre Ier d'Aragon, le pape Urbain II consacre Poncio de Roda (es) (1097-1104) évêque de Roda qui déménage son siège à Barbastro.
Avec la mort de Pierre Ier, l'évêque Étienne de Huesca-Jaca (1099-1130) obtient la faveur d'Alphonse Ier d'Aragon (1104-1134) qui se traduit par une action conjointe du roi, de l'évêque Étienne et des nobles de Barbastro d'expulser l'évêque Ramón de Roda (1104-1126) ce qui réduit le diocèse de Roda au siège unique de Roda.
Le diocèse de Roda-Barbastro est aboli en 1149 et déménage à Lérida pour réapparaître en 1573. Le concordat de 1851 l'annexe au diocèse de Huesca.
Pendant la guerre d'Espagne, 88 % du clergé de ce diocèse est exécuté, dont un certain nombre est béatifié au XXIe siècle. Il y eut deux changements par la suite, la première en 1955 et la seconde en 1995 et 1998, en deux phases.
Le 2 septembre 1955, 17 paroisses sont rattachées au diocèse de Lérida et 4 paroisses du diocèse d'Urgell incorporent Barbastro.
Le 17 septembre 1995 a lieu à la cathédrale de Monzón une cérémonie par laquelle se constitue l'actuel diocèse de Barbastro-Monzón à partir de l'ancien diocèse de Barbastro et les paroisses aragonaises appartenant au diocèse de Lérida. Cela comprenait les archidiaconés de Ribagorza occidental, Ribagorza oriental y Cinca Medio ; ceux de la Litera et Bajo Cinca sont incorporés le 15 juin 1998. La cathédrale Santa María del Romeral de Monzón devient cocathédrale. Après ce processus, le diocèse passe de trente mille fidèles et 153 paroisses à cent mille fidèles et 264 paroisses.
En 2012, le diocèse est divisé en quatre archidiaconés :
- Bajo Cinca avec 19 paroisses et 26 694 habitants.
- Cinca medio-Litera avec 39 paroisses et 37 150 habitants.
- Somontano avec 25 paroisses et 18 809 habitants.
- Sobrarbe-Ribagorza avec 159 paroisses et 16 650 habitants.

### Articles liés
- Diocèses et archidiocèses d'Espagne
- Église catholique en Espagne